# Купа, Михай
Михай Купа (венг. Mihály Kupa; 3 апреля 1941, Будапешт, Венгрия — сентябрь 2024) — венгерский государственный и политический деятель, министр финансов Венгерской Республики (1990—1993), финансист, экономист, предприниматель.

## Биография
В 1958 году в 17-летнем возрасте по обвинению в заговоре против государства был арестован, провел в тюрьме 10 месяцев.
В 1965 году работал в микробиологической лаборатории опытного завода. В 1969 году окончил Будапештский Университет экономических наук имени Карла Маркса.
В 1969—1971 годах работал в статистическом управлении, затем стал руководителем группы. В 1971 году был переведён в Главное статистическое управление Венгрии.
В 1975 году получил степень доктора наук, некоторое время был научным сотрудником научно-исследовательского центра высшего образования. Затем до 1984 года трудился в научно-исследовательском институте финансовых проблем. С 1982 по 1984 — заместитель директора НИИ. Впоследствии, был направлен в Анголу в качестве финансового консультанта.
В 1985—1990 годах — возглавлял Департамент политики Министерства финансов, в 1987—1988 годах — глава налогового управления, с 1989 руководил проведением налоговой реформы страны, председатель Секретариата бюджетной реформы.
В 1990 году Купа был назначен министром финансов в правительстве премьер-министра Йожефа Анталла.
Депутат Национального собрания Венгрии (1991), работал в качестве заместителя председателя Совета управляющих Европейского банка реконструкции и развития (ЕБРР) и Международного валютного фонда и Председателя Генеральной Ассамблеи Всемирного банка.
В 1993 году ушёл с поста министра, а также вышел из рядов Венгерского демократического форума, стал независимым депутатом до следующих парламентских выборов. Не получив депутатский мандат, был назначен председателем Венгерской ассоциации рынка (1996).
В 1997—1998 годах — член правления и вице-президент, позже — председатель Наблюдательного совета банка K&H Bank Rt.
На выборах 1998 года вновь был избран и стал единственным независимым представителем в Национальном Собрании Венгрии.
М. Купа — основатель венгерской Партии Центр. В 2001 году его новая партия не прошла 5 % порога.
В 2007 году он ушёл из политики.
В 1991 купил одну из крупнейших в Венгрии фармацевтических компаний — Sanofi-Aventis.
В 2009 году награждён премией «Двадцать лет Республики».
Умер в начале сентября 2024 года в возрасте 83 лет.
Был дважды женат. Отец четырёх детей.